# Marcin Antoni Kubiak
Marcin Antoni Kubiak (...) è un astronomo polacco.
È stato direttore dell'osservatorio dell'Università di Varsavia dal 1986 al 2008, divenendo professore nel 1994. Ha partecipato al gruppo di lavoro di OGLE che ha individuato numerosi esopianeti.
Il Minor Planet Center gli accredita la scoperta dell'asteroide 471143 Dziewanna effettuata il 13 marzo 2010 in collaborazione con Scott S. Sheppard, Chad Trujillo, Andrzej Udalski.